# Renato Ghezze
Renato Ghezze (Cortina d'Ampezzo, 30 gennaio 1936) è un ex giocatore di curling italiano, del Curling Club 66 Cortina.
Ha fatto parte della nazionale italiana di curling partecipando a due campionati mondiali di curling, ed è diventato più volte campione d'Italia. Nel 1966 è tra i fondatori del Curling Club 66 Cortina.